# کلود گناکپا
کلود گناکپا (انگلیسی: Claude Gnakpa؛ زادهٔ ۹ ژوئن ۱۹۸۳) بازیکن فوتبال اهل فرانسه است.
از باشگاه‌هایی که در آن بازی کرده‌است می‌توان به باشگاه فوتبال فادوتس، باشگاه فوتبال دپورتیوو آلاوس، باشگاه فوتبال والسال، باشگاه فوتبال سوئیندون تاون، باشگاه فوتبال سالگائوکار، باشگاه فوتبال پیتربورو یونایتد، باشگاه فوتبال راسینگ سانتاندر، باشگاه فوتبال اینورنس کالدنیون تیسل، باشگاه فوتبال لوتون تاون، و باشگاه ورزشی المیناء اشاره کرد.